# Bagdader Sperrgürtel
Der Bagdader Sperrgürtel war ein Plan zur Errichtung eines monumentalen Bauwerkes, welches der anhaltenden Gewalt in Bagdad Einhalt gebieten sollte.
Dazu war ein Sperrgürtel in Form eines Ringes um die Hauptstadt Bagdad mit ihren mehr als 5,7 Millionen Einwohnern geplant. Dieser hätte je nach den örtlichen Gegebenheiten vorwiegend aus einem wassergefüllten und mit Stacheldraht gesicherten Graben, sowie Barrieren, Zäunen und verstärkten Kontrollposten bestanden. Eventuell sollte ein Teil des Flusses Tigris dafür umgeleitet werden. Die Landwirtschaft im Umland sollte davon jedoch nicht betroffen werden.
Nach Angaben der US-Armee war die Abriegelung der Millionenstadt das ambitionierteste Sicherheits- und Bauvorhaben seit Beginn des Irak-Krieges. Damit sollte in Zukunft der Schmuggel von Waffen und Sprengstoff, sowie der Einzug und die Flucht von Terroristen, Milizen, Todesschwadronen, und Aufständischen in und aus der Stadt verhindert werden.
Mithilfe eines Systems aus 28 Kontrollpunkten, die nur mit Ausweisen passiert werden können, wollte man die Sicherheitslage in Bagdad in den Griff bekommen. Laut dem Sprecher des irakischen Innenministeriums, Abdul Karim Chalaf, sei der Plan inspiriert von der Schlacht von Chandak 627. Damals hoben die Muslime tiefe Gräben aus, um die Stadt Medina vor den Feinden zu schützen.
Kritiker betonten, dass ein Bauwerk dieser Größenordnung die Landschaft zwangsläufig nachhaltig verändern und so die Jahrhunderte überdauern würde. Zudem sei es der Berliner Mauer mit ihren Checkpoints ähnlich. Das Bauwerk wurde nach dem Rückgang der Gewalt in Bagdad seit 2007 nicht realisiert.